# 進擊的巨人 (2015年電影)
《進擊的巨人》（日语：進撃の巨人  ATTACK ON TITAN），由樋口真嗣執導，三浦春馬領銜主演的日本漫畫改編真人電影。該片共分兩集，前篇於2015年8月1日發行，後篇於9月19日發行，片名為《進擊的巨人2：世界終結》（日语：進撃の巨人  ATTACK ON TITAN エンド オブ ザ ワールド）。
2015年4月2日宣布將推出dTV電視劇，由石原聰美主演，於8月份播出。

## 製作過程
2011年10月13日，正式確定拍攝真人電影版，並預定於2013年秋天公開上映。兩個月後的12月8日，東寶宣布此片由《下妻物語》、《令人討厭的松子的一生》的導演中島哲也執導，以及川村元氣和石田雄治兩位製作人擔任製作，此為東寶和諫山創反覆討論所得出來的結果。但2012年12月13日，中島哲也宣布退出導演一職，電影延期推出。2013年12月，確定由《日本沉沒》的導演樋口真嗣執導，預定2014年夏天開鏡、2015年上映，前後篇兩部預定。諫山創提供此片的劇本及登場人物的相關意見。
2014年5月至8月於日本長崎的端島（俗稱：軍艦島）、熊本、茨城、TOHO STUDIOS等地方拍攝。11月20日，正式公布飾演名單與角色視覺圖。

## 登場人物
註：標註「★」者，為真人版之原創角色
前篇+後篇
- Eren（エレン）：三浦春馬（台灣配音：宋昱璁）
- Mikasa（ミカサ）：水原希子（台灣配音：傅其慧）
- Armin（アルミン）：本鄉奏多（台灣配音：江志倫）
- ★Shikishima（シキシマ）：長谷川博己（台灣配音：于正昇）
- Jean（ジャン）：三浦貴大（台灣配音：黃天佑）
- Sasha（サシャ）：櫻庭奈奈美（台灣配音：錢欣郁）
- ★Sannagi（サンナギ）：松尾諭（台灣配音：梁興昌）
- Hanji（ハンジ）：石原聰美（台灣配音：蔣篤慧）
- ★Souda（ソウダ）：皮耶瀧（日语：ピエール瀧）（台灣配音：梁興昌）
- ★Kubaru（クバル）：國村隼（台灣配音：李香生）

前篇
- ★Fukushi（フクシ）：渡部秀（台灣配音：于正昇）
- ★Hiana（ヒアナ）：水崎綾女（台灣配音：蔣篤慧）
- ★Riru（リル）：武田梨奈（台灣配音：錢欣郁）
- ★yunohira（ユノヒラ）：神尾佑（日语：神尾佑）（台灣配音：黃天佑）
- ★駐紮兵：高橋南（AKB48）（台灣配音：蔣篤慧）

後篇
- Grisha（グリシャ）：草彅剛（台灣配音：于正昇）
- Carla（カルラ）：緒川環（日语：緒川たまき）（台灣配音：馮嘉德）

## 製作人員
- 原作：諫山創（講談社「别册少年Magazine」連載）
- 導演：樋口真嗣
- 劇本：渡邊雄介、町山智浩
- 人物設定：貞本義行、竹谷隆之、田島光二
- 配樂：鷺巢詩郎
- 特攝導演：尾上克郎
- 攝影：江原祥二
- 燈光：杉本崇
- 美術設計：清水剛
- 造型統籌：柘植伊佐夫
- 服裝設計：三田真一
- 特殊造型製作人：西村喜廣
- 製作：電影「進擊的巨人」製作委員會
- 製作公司：東寶電影
- 出品：東寶

## 主題曲
前篇主題曲
作詞：Fukase，作曲：Nakajin，編曲：ダン・ザ・オートメーター，歌：SEKAI NO OWARI
後篇主題曲
作詞：Saori，作曲：Nakajin，編曲：ケン・トーマス，歌：SEKAI NO OWARI

## 票房
2015年8月「前篇」上映後，首週票房即達6億日圓，超越同期上映的《HERO》電影版，兩天觀影人次達46萬7000人。

## 評價
電影前篇推出之後儘管票房不錯，惡評卻接二連三地出現。日本知名電影評價網站在滿分100分中給予較差的40分；在日本Yahoo電影網站中五顆星中也只獲得較差的2.21顆星。被抨擊的主要原因是電影設定與原作差距過大。人物設定中尤以長谷川博己飾演的敷島 （Shikishima）兵長被批得體無完膚；三浦春馬飾演的艾連（Eren）和水原希子飾演的米卡莎（Mikasa）也遭到差評。整個角色群中僅石原聰美飾演的漢吉（Hanji）獲得較佳的評價。其次是放入過多的感情線，以及出現不合邏輯的劇情：像是聲明「巨人們對聲音很敏感所以不要說話，要叫的話就咬舌頭吧！」，但軍團卻在行軍中談笑風生；以及要顯示兵器上實力的差距等等卻出現漫畫原作裡沒出現過的現代兵器（直升機、防空飛彈等）。總結稱「本作最大的問題，就是明明以這樣的軸心（『如果把漫畫原汁原味翻拍成電影的話會失去很多真實感，為避免這種狀況有時勢必得做些大膽的改變』）來拍，卻拍得比漫畫原作還要更帶有漫畫的風格」。種種的因素也導致同年上映的後篇《進擊的巨人2：世界終結》票房砍半。

## 獎項
該作品於2016年獲得《VFX-JAPAN》的劇場公開寫實電影部門優秀賞（劇場公開実写映画部門 優秀賞）。

## 相關書籍
電影改編小說
作者：浅倉冬至／原作：諫山 創／腳本：渡邊雄介、町山智浩
| 冊數                 | 講談社        | 講談社                 | 東立出版社    | 東立出版社             |
| 冊數                 | 發售日期      | ISBN                   | 發售日期      | ISBN                   |
| -------------------- | ------------- | ---------------------- | ------------- | ---------------------- |
| 進擊的巨人           | 2015年8月7日  | ISBN 978-4-06-377324-8 | 2017年6月26日 | ISBN 978-986-486-404-1 |
| 進擊的巨人：世界終結 | 2015年9月23日 | ISBN 978-4-06-377325-5 | 2018年6月7日  | ISBN 978-957-260-741-1 |

電視劇改編小說
進擊的巨人 反擊的狼煙（作者：松田 朱夏／原作：諫山 創／腳本：渡邊 雄介）
- 2015年11月9日發售、ISBN 978-4-06-377334-7

## 外部連結
- 映画『進撃の巨人』公式サイト
- 進撃の巨人 ATTACK ON TITAN （页面存档备份，存于） - 東宝・前篇情報頁
- 進撃の巨人 ATTACK ON TITAN END OF THE WORLD （页面存档备份，存于） - 東宝・後篇情報頁
- 進撃の巨人×スバルフォレスター
- 進擊的巨人的X（前Twitter）
- 進擊的巨人的Facebook專頁
- 進撃の巨人 ATTACK ON TITAN 反撃の狼煙 （页面存档备份，存于） - dTV
- Yahoo奇摩電影上《進擊的巨人》的資料（繁體中文）
- 開眼電影網上《進擊的巨人》的資料（繁體中文）
- 互联网电影数据库（IMDb）上《Attack on Titan：End of the World (進擊的巨人2：世界終結)》的资料（英文）